# Guy Gilles
Pour les articles homonymes, voir Chiche et Gilles.
Guy Chiche, dit Guy Gilles, né le 25 août 1938 à Alger et mort le 3 février 1996 à Paris est un réalisateur et scénariste français.
Il est le frère du journaliste et réalisateur Luc Bernard et le cousin du compositeur Jean-Pierre Stora.

## Biographie
L'héritage maternel lui permet de réaliser son premier court-métrage, Soleil éteint, en 1958. Il s'inspire du prénom de sa mère (Gilette) pour créer son pseudonyme. Après des études aux Beaux-Arts, il part pour Paris, où il travaille comme assistant auprès de François Reichenbach en 1964.
Son premier long-métrage, L'Amour à la mer (1962), dans lequel Juliette Gréco, Jean-Claude Brialy, Alain Delon et Jean-Pierre Léaud font de brèves apparitions, sort sans distributeur en 1965. On y voit déjà son futur acteur fétiche Patrick Jouané. Il travaille pour la télévision (sur les émissions Dim, Dam, Dom, Pour le plaisir…) et tourne des « ciné-reportages » (Ciné Bijou, Pop'âge).
Au pan coupé recueille les éloges de Marguerite Duras, puis Le Clair de Terre, avec Edwige Feuillère, reçoit ceux de Jean-Louis Bory (1970). Il tourne Côté cour côté champ, un court-métrage destiné à accompagner Le Voyou de Claude Lelouch.
Sa relation amoureuse avec Jeanne Moreau semble inspirer le long-métrage Absences répétées dont l'actrice interprète la chanson, film qui reçoit le prix Jean-Vigo en 1973.
Hélène Martin lui propose de réaliser un documentaire sur Jean Genet, Saint, poète et martyr. Il est diffusé lors de la quinzaine du cinéma homosexuel organisé par le GLH-PQ et Lionel Soukaz en 1978 au cinéma La Pagode à Paris en 1978, mais la projection est perturbée par le groupe d'extrême droite Jeune Nation qui frappe et blesse le réalisateur ainsi que des spectateurs.
Malgré un bon accueil critique, ses films sont boudés par le public, à l'exception du Clair de Terre. Le Crime d'amour, avec Richard Berry et Jacques Penot, sorti en 1982 après sept ans d'absence du grand écran, passe inaperçu. Cinq ans plus tard, Nuit docile ne remporte pas davantage de succès et se heurte à une critique indifférente ou hostile. Il s'agit de ses deux derniers longs-métrages sortis au cinéma.
Atteint du sida, rencontrant des difficultés avec la production, il peine à achever Néfertiti, la fille du soleil en 1994.

## Hommages et postérité
- Après sa mort, son frère, Luc Bernard, lui consacre en 1999 un documentaire, Lettre à mon frère Guy Gilles, cinéaste trop tôt disparu.
- Une rétrospective a été présentée lors du 31e festival international du film de La Rochelle en juillet 2003.
- Le court métrage de Gaël Lépingle, Guy Gilles et le temps désaccordé (2008) propose un éclairage de son œuvre.
- En mai 2014, un hommage lui est rendu à la Cinémathèque française.
- En 2018, des photographies inédites de Guy Gilles sont présentées lors de l'exposition  "Exposé, paupières closes" à la galerie Patrick Gutknecht du 4 octobre au 10 novembre[2],[3].
- En 2020, réédition en DVD chez Lobster, en version restaurée, de L’Amour à la mer, Au pan coupé, et Le Clair de Terre accompagnés de deux films réalisés par Mélanie Forret et Prosper Hillairet, « En complicité » avec Jean-Pierre Stora, « D’un café l’autre » avec Macha Méril, Jean-Christophe Bouvet, Philippe Chemin, et Gilles Carré.
- Du 19 au 27 octobre 2022, une rétrospective est organisée à Paris et à Saint-Denis (Grand Action, Reflet Médicis, Ecran)
- Les 27 et 28 octobre 2022, à l'Université Paris 8, (département cinéma/ESTCA), tenue d'un Colloque consacré à Guy Gilles, intitulé "Je croyais que la vie était un poème". (Organisé par Nicolas Droin, Mélanie Forret, Gaël Lépingle, Prosper Hillairet, Garance Rigoni, Marion Schmid et Jennifer Verraes)

## Filmographie

### Comme réalisateur

#### Cinéma

##### Courts métrages
- 1956 : Les Chasseurs d'autographes
- 1958 : Soleil éteint
- 1959 : Au biseau des baisers
- 1961 : Mélancholia
- 1964 : Journal d'un combat
- 1965 : Paris un jour d'hiver
- 1966 : Les Cafés de Paris
- 1966 : Chanson de gestes
- 1966 : Le Jardin des Tuileries
- 1967 : Un dimanche à Aurillac
- 1971 : Côté cour, côté champs
- 1976 : Montreur d'images

##### Longs métrages
- 1965 : L'Amour à la mer
- 1968 : Au pan coupé
- 1970 : Le Clair de Terre
- 1972 : Absences répétées
- 1975 : Le Jardin qui bascule
- 1982 : Le Crime d'amour
- 1987 : Nuit docile
- 1994 : Néfertiti, la fille du soleil

#### Télévision
- 1965 : Ciné Bijou
- 1966 : Pop'âge
- 1967 : Festivals 1966 Cinémas 1967
- 1969 : Vie retrouvée
- 1969 : Le Partant
- 1971 : Proust, l'art et la douleur avec Céleste Albaret, gouvernante de Marcel Proust
- 1974 : Saint, poète et martyr (Jean Genet)
- 1975 : La Loterie de la vie
- 1975 : La Vie filmée : 1946-54 avec Agnès Varda
- 1983 : Où sont-elle donc ?
- 1984 : Un garçon de France, d'après un roman de Pascal Sevran
- 1992 : Dis papa, raconte-moi là-bas sur l'Algérie
- 1994 : La Lettre de Jean sur la toxicomanie

### Comme acteur
- 1960 : Tire-au-flanc 62 de Claude de Givray et François Truffaut
- 1965 : L'Amour à la mer (également réalisateur)
- 1972 : What a Flash ! de Jean-Michel Barjol
- 1977 : Le Théâtre des matières de Jean-Claude Biette

## Distinctions
- Prix Jean-Vigo 1973 pour Absences répétées
- César 1978 : nomination au César du meilleur court métrage documentaire pour La Loterie de la vie